# داني كلاسن
داني كلاسن هو لاعب كرة قاعدة كندي، ولد في 22 سبتمبر 1975 في ليمينغتون في كندا.

## وصلات خارجية
- داني كلاسن على موقعبيزبول رفرنس.كوم (الدوري الرئيسي) (الإنجليزية)
- داني كلاسن على موقعبيزبول رفرنس.كوم (الدوري الثانوي) (الإنجليزية)
- داني كلاسن على موقع أوليمبيديا (الإنجليزية)